# Pedro Pablo Peña
Pedro Pablo Peña Cañete (Asunción, Paraguay; 29 de junio de 1864 - Asunción, 29 de julio de 1943) fue un político, médico y diplomático paraguayo que fue presidente provisional de Paraguay entre el 28 de febrero y el 22 de marzo de 1912. Su gabinete estuvo integrado por Higinio Arbo, en Hacienda; Eduardo López Moreira, en Interior; Rogelio Urízar, en Justicia, Culto e Instrucción Pública; Eugenio Alejandrino Garay, en Guerra y Marina, y Fulgencio R. Moreno, en Relaciones Exteriores.

## Primeros años
Peña había nació en Asunción el 29 de junio de 1864; hijo de Manuel Peña y Francisca Cañete, y fueron sus hermanos Jaime (casado con Serapia Rojas), Susana (casada con Pedro Gómez de la Fuente), Manuel y Héctor. Pedro P. Peña, casado con Carmen del Molino Torres Jovellanos, fue padre de Raúl (casado con Haydée Soler Sosa, y quien ocupó el cargo de ministro de Educación y Culto), Jorge (casado con María Sitcher), Pedro Hugo (casado con Emiliana Riera, quien fue ministro de Salud Pública y diputado nacional), Julio ionel (casado con Magdalena Gill Ayala, embajador en el Perú y alto funcionario de la Cancillería nacional) y de Natividad Peña. Por la vía materna era descendiente de José Gaspar Rodríguez de Francia, quien gobernó el Paraguay durante las primeras tres décadas de su independencia.

## Carrera

### Primeros años
En 1894, regresó como médico de la Facultad de Medicina de la Universidad de Buenos Aires, dedicándose por algún tiempo a la diplomacia, como secretario de legación, primero en la capital argentina y luego en París. Tras su regreso a Asunción, se dedicó a su profesión y a la cátedra universitaria, llegando a ser decano de la Facultad de Medicina de la Universidad Nacional de Asunción y, luego, rector de la misma casa de altos estudios. En la misma época publicó algunos trabajos científicos, respecto a enfermedades como la lepra y la fiebre amarilla. 
A principios del siglo XX retomó su gestión en la diplomacia, permaneciendo en tal actividad durante siete años. Sirvió como ministro plenipotenciario en el Brasil, de 1901 a 1902 y de 1903 a 1905, y como ministro plenipotenciario en Chile, Bolivia y Perú entre 1905 y 1908. Asimismo, entre noviembre de 1902 y abril de 1903 fue ministro de Relaciones Exteriores del gobierno del presidente Escurra.

### Presidencia
En diciembre de 1910, fue designado miembro de la Comisión Directiva del Partido Colorado, entonces en la oposición. Casi un año más tarde, en noviembre de 1911, los colorados formaron parte de una alianza de gobierno con sectores del Partido Liberal. Meses después, como derivación de la caótica situación política que se vivía en aquel periodo, y en medio de una guerra civil, el presidente Liberato Rojas renunció al cargo, por lo que el Congreso designó a Peña para ejercer la Presidencia Provisional de la República, el 28 de febrero de 1912. Con esto, el Partido Colorado volvía a acceder al poder perdido en 1904, aunque fue por pocas semanas. El efímero Gobierno de Peña transcurrió en medio de una convulsionada situación política, en el marco de la revolución de 1911-1912, sin que pudiera realizar obras de alguna importancia. 
Designado presidente, en un principio, intentó un acuerdo con el sector cívico del Partido Liberal, que se materializó con la inclusión de Arbo y Urízar, al gabinete. Pero sospechas recíprocas, que terminaron con la destitución del mayor Hipólito Núñez, cercano a los cívicos, como comandante de un batallón de infantería, provocaron el retiro de estos del gobierno, a diez días de haber asumido. El país se hallaba anarquizado por dos revueltas, una dirigida por el expresidente Manuel Gondra, en el sur y norte del país, y la otra por el expresidente Albino Jara, en el sur y el centro. Tras retirarse del gobierno, los cívicos apoyaron a este último. En tanto, los gondristas llegaron a las inmediaciones de la capital, el 14 de marzo, produciéndose fuertes combates en la ciudad de Luque, en donde los rebeldes salieron victoriosos. Días después, tropas gondristas atacaron Asunción, entre el 20 y el 22 de marzo, provocando la renuncia del gobierno. Los ministros y, aproximadamente, 700 oficiales y civiles colorados dejaron el país, rumbo al exilio en Corrientes, Argentina. El presidente renunciante fue asilado en la Legación del Uruguay. El motivo principal de la derrota gubernista se debió a la falta de proyectiles y pertrechos militares del ejército oficial, a diferencia de los rebeldes, que contaron con financiación extranjera considerable.

## Después de la presidencia y muerte
A más de su corta y complicada Presidencia, en años anteriores y después de ocupar la primera magistratura, Peña sirvió a la República en varias funciones. Tras el fallecimiento del general Bernardino Caballero, fundador y presidente del Partido Colorado desde 1887, a fines de febrero de 1912 Peña fue designado su sucesor, de manera interina, hasta que una convención partidaria, en noviembre del mismo año, lo confirmó en el cargo. Ejerció el liderazgo institucional del Partido entre 1912 y 1916 y, luego, entre 1921 y 1923.
Falleció en Asunción, a los 79 años de edad, el 29 de julio de 1943.